# Marius Predatu
Marius Predatu (n.15 august 1967,Sibiu) este un fost jucător român de fotbal care a activat pe postul de atacant.

### Activitate
- Inter Sibiu (1986-1987)
- Inter Sibiu (1987-1988)
- Gaz Metan Mediaș (1987-1988)
- Gaz Metan Mediaș (1988-1989)
- Inter Sibiu (1989-1990)
- Inter Sibiu (1990-1991)
- FC Argeș Pitești (1990-1991)
- FC Argeș Pitești (1991-1992)
- Universitatea Cluj (1992-1993)
- Universitatea Cluj (1993-1994)
- Universitatea Cluj (1994-1995)
- Paniónios Néas Smýrnis (1995-1996)
- Universitatea Cluj (1996-1997)
- Gloria Bistrița (1996-1997)
- Universitatea Cluj (1997-1998)
- Universitatea Cluj (1998-1999)
- Gloria Bistrița (1999-2000)